# バルトロメウス・ファン・バッセン

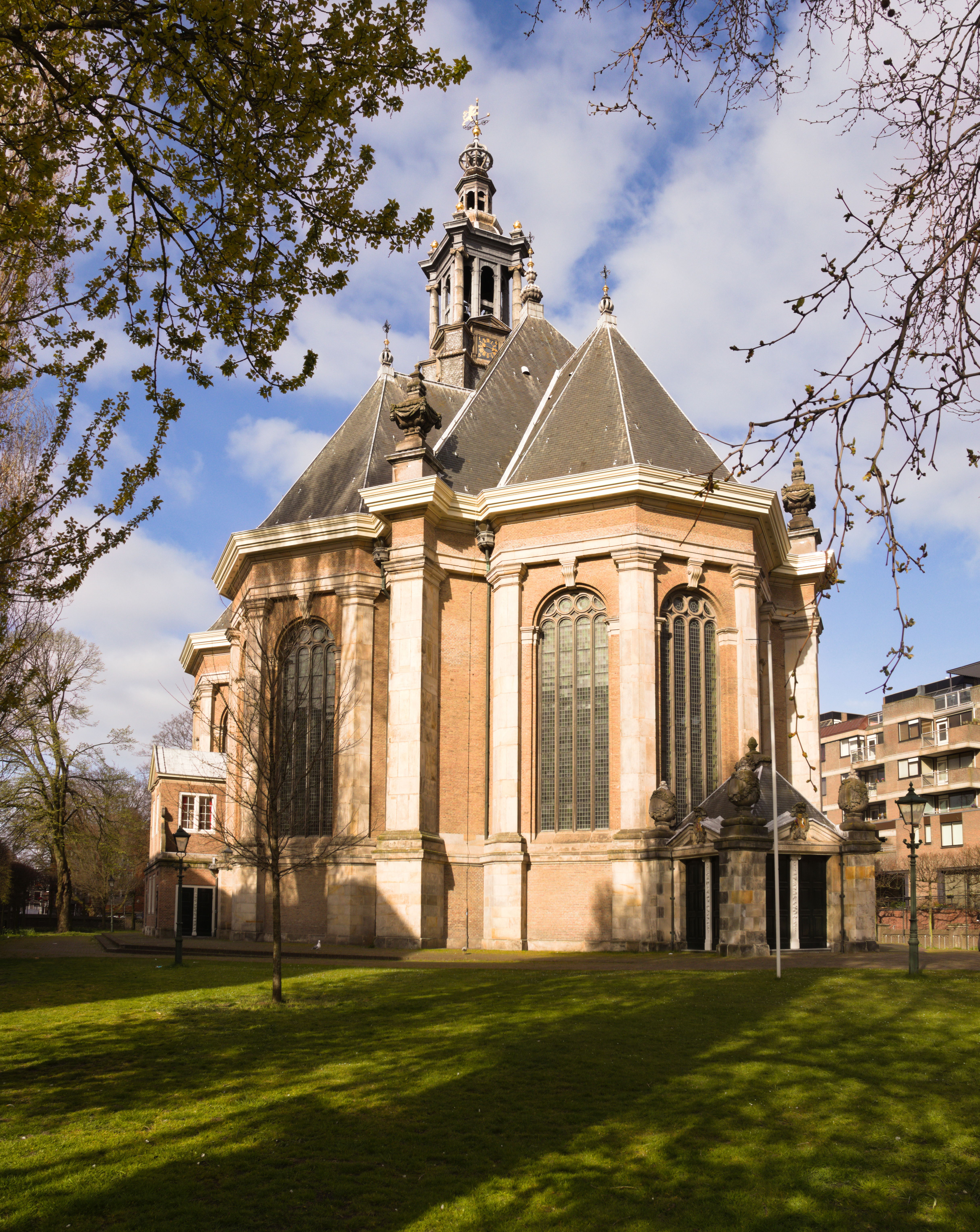
ハーグの新教会(Nieuwe Kerk)

バルトロメウス・ファン・バッセン（Bartholomeus Cornelisz. van Bassen、1590年 - 1652年11月28日）は、アントウェルペンに生まれの建築家、画家である。デン・ハーグのいくつかの重要な建築を設計した。建物の内部などを描いた「建築画」の画家としても評価が高い。

## 略歴
アントウェルペンでコルネリス・ファン・バッセンという人物の婚外子として生まれたが、父親はファン・バッセンが生まれたころに亡くなっている。祖父はハーグの宮廷の役人であった。製図や絵画を誰に学んだかは知られていない。1613年から1622年までデルフトで働き、1613年10月にデルフトの聖ルカ組合に加わった。1614年日付のある作品が残されている。
1622年にハーグに移り、ハーグの聖ルカ組合に登録された。1627年に組合の役員になり、1636年と1640年には組合長となった。1624年にAaltgen Pietersdr. van Gilstという女性と結婚した。
建築家としてはオラニエ公フレデリック・ヘンドリックの注文によるホンセラースデイク宮殿(Huis Honselaarsdijk)やハイス・テル・ニーウブルフ（Huis ter Nieuburch）などで知られている。1630年から1631年の間はハーグに亡命していた元ボヘミア王フリードリヒ5世のためのレーネンRhenenの王宮を建設した。
ハーグの「主任建築家(bouwmeester)」の称号を得て、1639年にハーグの「市の主任建築家(stadsbouwmeester)」の役職につき、この仕事を1650年まで続けた。1638年から市庁舎の改築に取り組み、1649年からハーグの新教会(Nieuwe Kerk)の建設に従事した。ハーグの新教会はファン・バッセンの没後の1658年に完成した。新しい運河にかかるボス橋（Bosbrug）などの20余りの橋も設計した。
画家としても優れ、架空の建物の室内などを描いた作品も残し、ヤン・デ・ヨンヘ（Jan Martszen de Jonge: 1609-1647)やアントニー・パラメデスゾーン（1602-1673）、エサイアス・ファン・デ・フェルデ（1587-1630）といった画家がファン・バッセンの建築画に人物を描いて、合作した。絵の弟子にはヘラルト・ハウクヘースト（1600-1661）や ヤン・ファン・デル・ヴフト(Jan van der Vucht: 1603-1637)がいる。
1652年にハーグで没した。息子は法律家になり、画家、コルネリス・ファン・プーレンブルフの娘と結婚した。

## 絵画作品

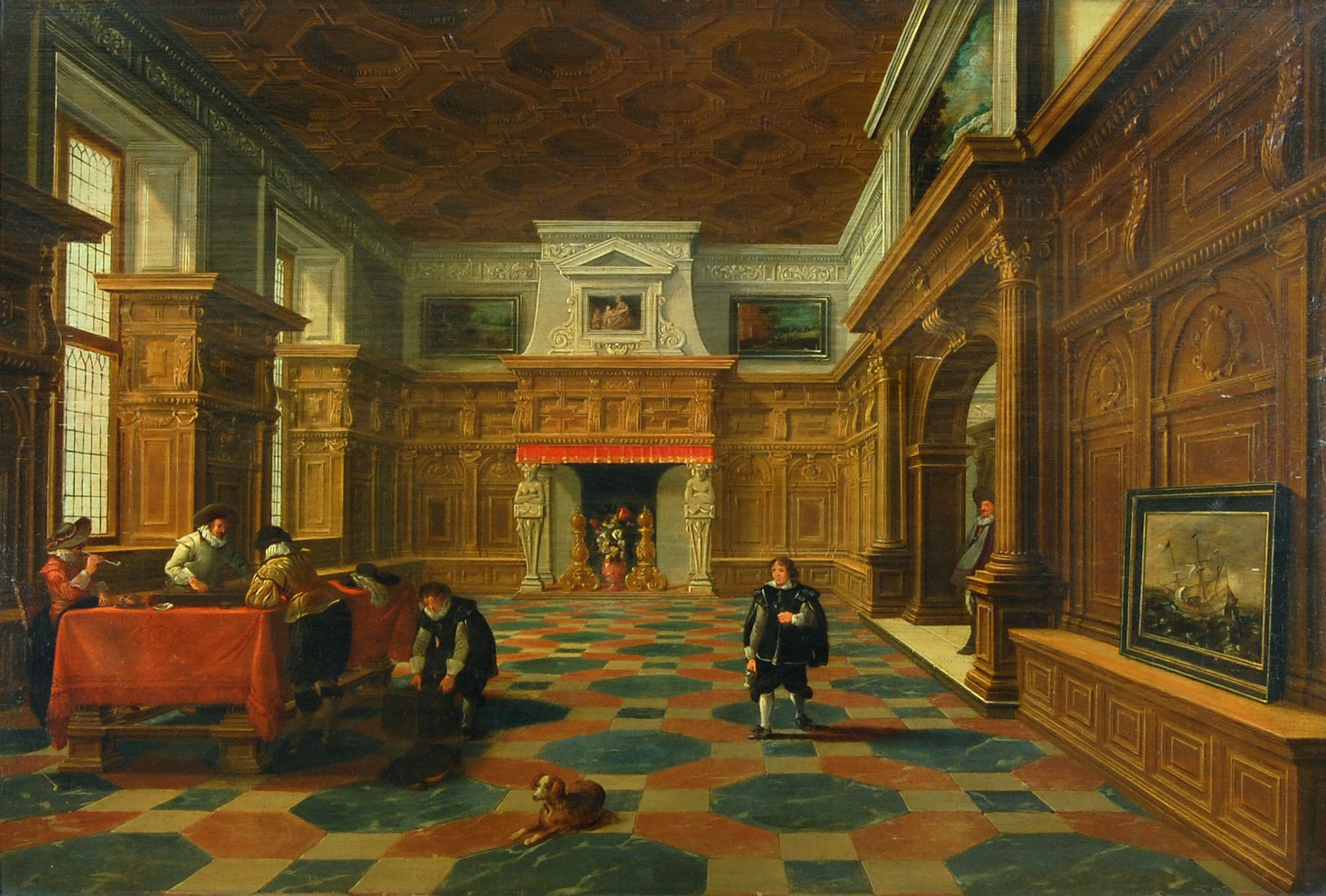
人物のいる室内 ドルトレヒト美術館
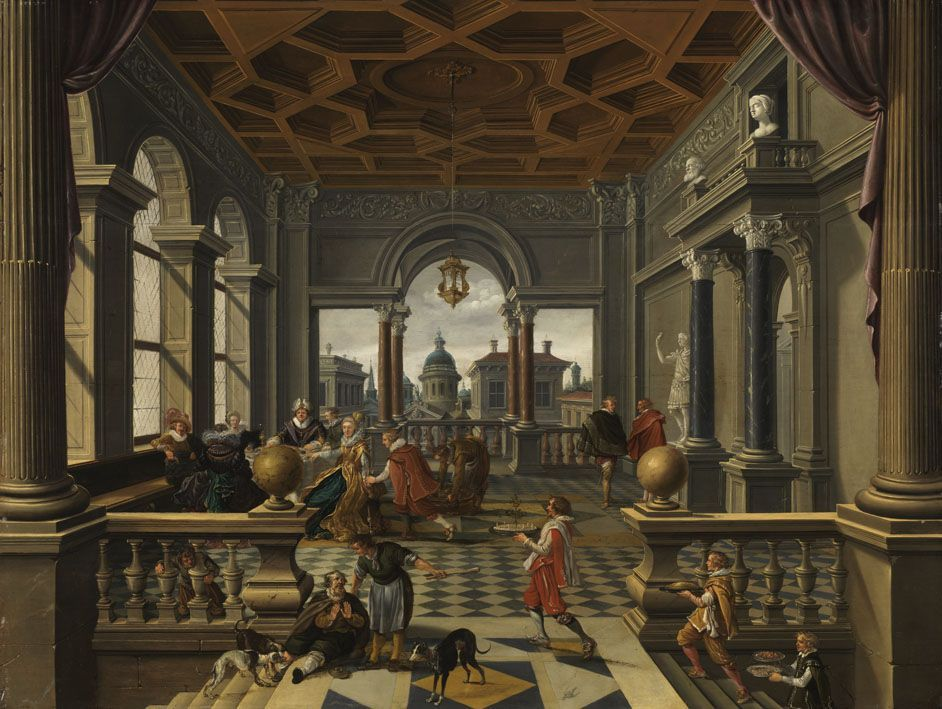
金持ちの邸宅のラザロ (1620/1630) アルテ・ピナコテーク
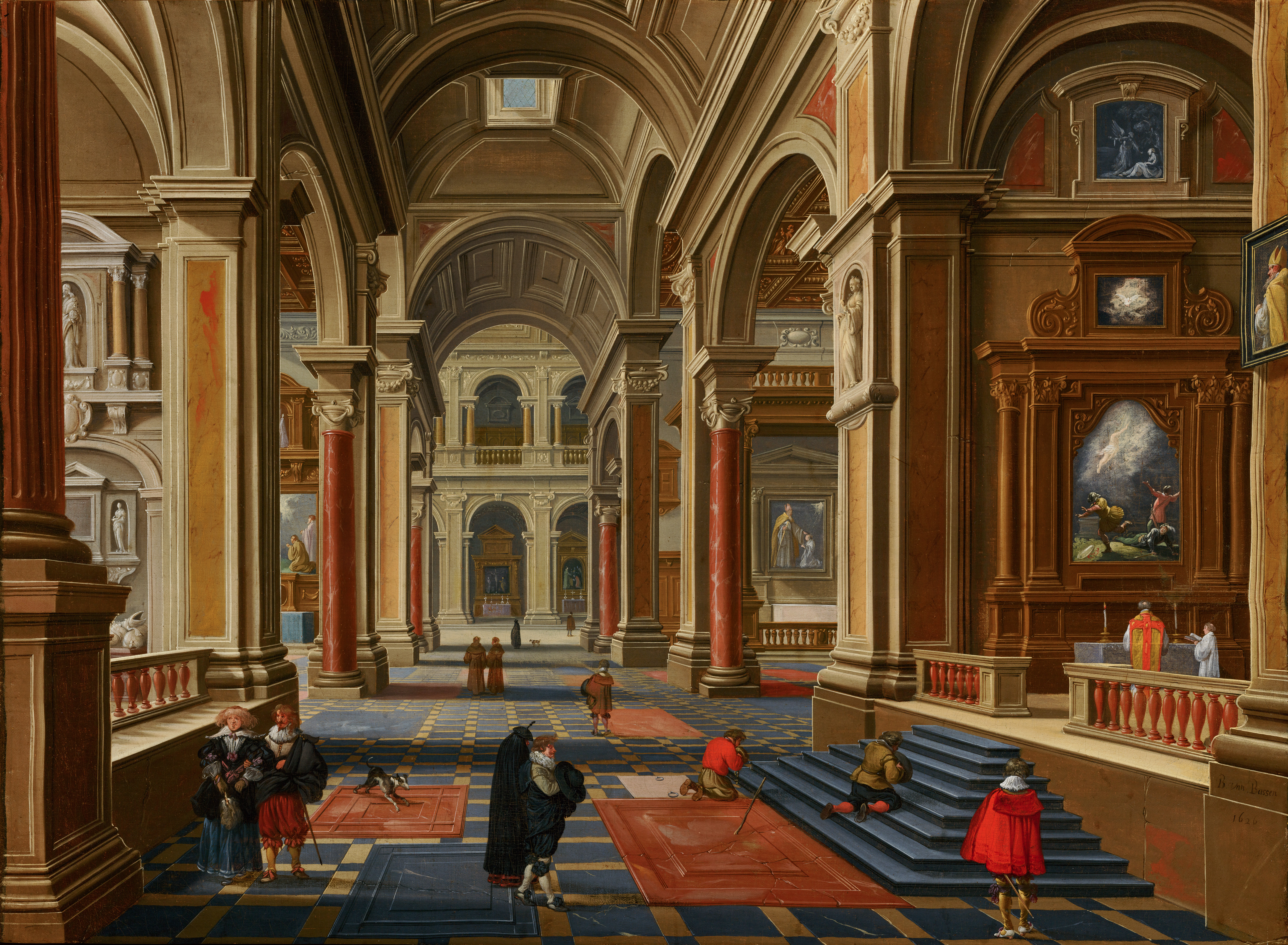
カトリック教会の室内 (1626)> マウリッツハイス美術館
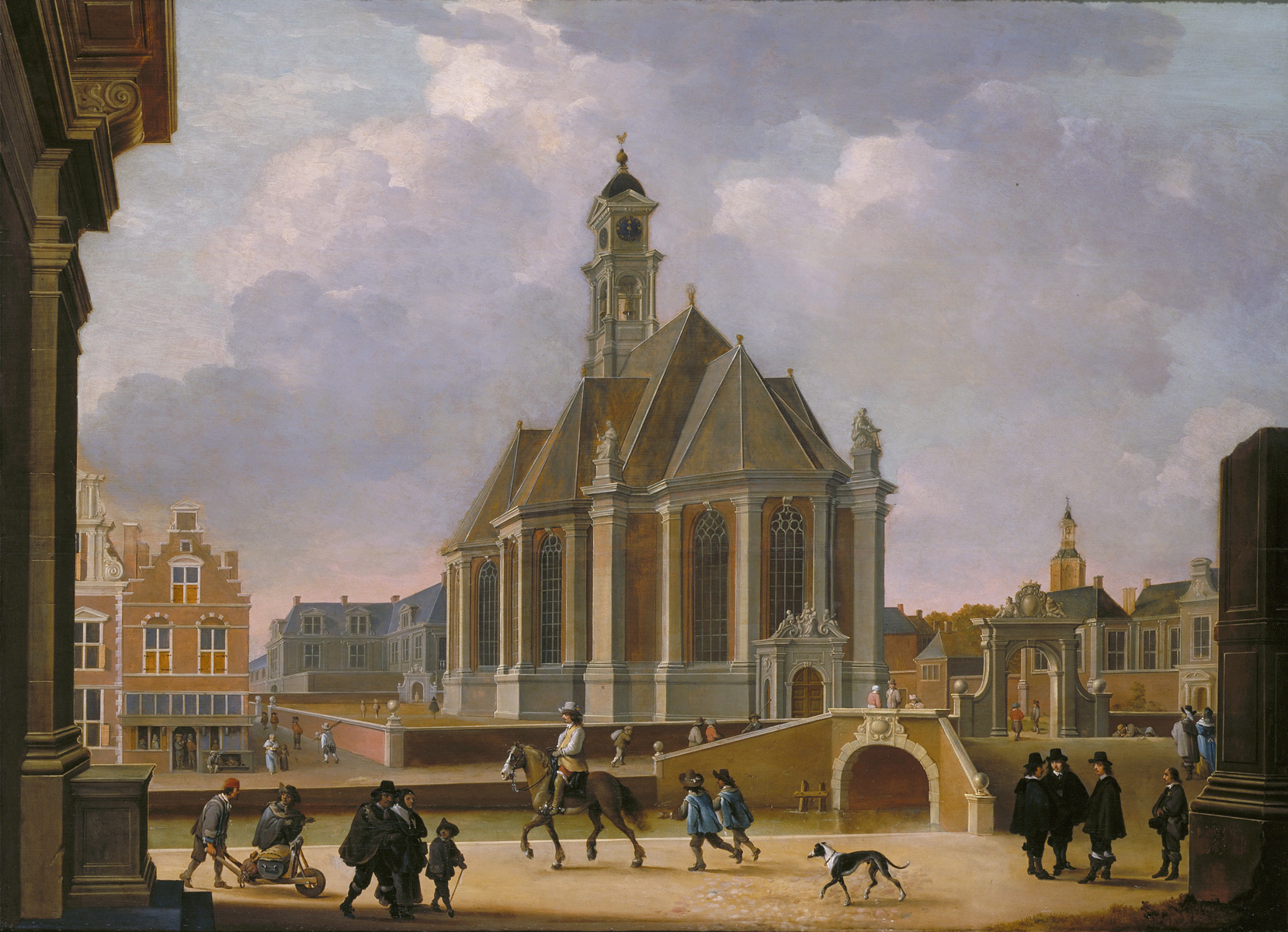
ハーグの新教会 (1650) Haags Historisch Museum